# Полет 460 на „Еъро Транспорти Италиани“
Полет 460 на „Еъро Транспорти Италиани“ е редовен международен пътнически полет от летище „Милано Линате“, Милано, Италия, до летище „Кьолн Бон“, Кьолн, Западна Германия, управляван от „Еъро Транспорти Италиани“. На 15 октомври 1987 г. самолетът ATR 42-300, който изпълнява полета, се разбива в планината Крецо, близо до езерото Лаго ди Комо на височина от 700 м, след неконтролирано спускане, при което загиват всички 34 пътници и 3 членове на екипажа на борда на машината. По време на катастрофата метеорологичните условия са определени като лоши в условия на силен дъжд.
Разследванията на карабинерите към провинциалното командване на Комо и Военновъздушните сили показват, че метеорологичните условия причиняват образуването на лед по крилата на самолета. Екипажът не разбира, че ледът и ниската скорост могат да причинят падането машината. Вместо това някои от маневрите за възстановяване на скоростта (вероятно в съчетание с лошо управление на тримера) довеждат до насочване на самолета към земята, докато той не се разбива в планината.
Разследването на съдебната власт довежда до съдебен процес, в който конструкторът на самолета, Жан Реш, и трима висши ръководители на авикомпанията са осъдени за непредумишлено убийство.